# Frédéric Soulié
 (mars 2021).
Si vous disposez d'ouvrages ou d'articles de référence ou si vous connaissez des sites web de qualité traitant du thème abordé ici, merci de compléter l'article en donnant les références utiles à sa vérifiabilité et en les liant à la section « Notes et références ».
Ne doit pas être confondu avec Frédéric Soulier, homme politique français.
Pour les articles homonymes, voir Soulié.
Melchior Frédéric Soulié est un romancier, auteur dramatique, critique et journaliste français né à Foix le 23 décembre 1800 et mort à Bièvres le 23 septembre 1847. Il est, avec Honoré de Balzac, Eugène Sue et Alexandre Dumas, l'un des quatre grands feuilletonistes de la monarchie de Juillet. Fécond, très populaire à l'époque, il est l'auteur des grands succès que furent Les Mémoires du Diable et, au théâtre, La Closerie des genêts. Il est presque oublié aujourd'hui.

## Biographie

### Enfance et formation
Melchior-Frédéric Soulié naquit à Foix le 23 décembre 1800. Sa naissance rendit sa mère infirme. Son père, François Melchior Soulié, après avoir professé la philosophie à l'université de Toulouse, s'était enrôlé en 1792 et il était parvenu au grade d'adjudant-général, lorsqu'il fut forcé d'abandonner le service militaire pour cause de maladie. Il était alors entré dans l'administration des finances comme employé des contributions. Frédéric demeura avec sa mère à Mirepoix jusqu'à l'âge de quatre ans, gardant un vif souvenir de cette ville. Son père le prit ensuite avec lui en 1804. Frédéric suivit son père lorsqu'il fut muté à Nantes en 1808, puis à Poitiers en 1815 où Frédéric termina ses études secondaires. Son père fut alors destitué comme partisan de Napoléon. Il se rendit à Paris ; Frédéric l'y accompagna et suivit les cours de l'école de droit. Expulsé pour avoir signé des pétitions libérales et pris une part active à la révolte contre le doyen, il fut expédié avec plusieurs de ses camarades à l'École de Rennes où ils terminèrent leur droit sous la surveillance de la police. Il avait été accusé de carbonarisme. Son droit fini, il rejoignit son père à Laval,, où celui-ci avait été réintégré dans son emploi. Il travailla d'abord avec son père puis entra lui-même dans l'administration. En 1824, son père ayant été mis à la retraite pour avoir mal voté aux élections, Frédéric démissionna de l'administration.

### Les débuts

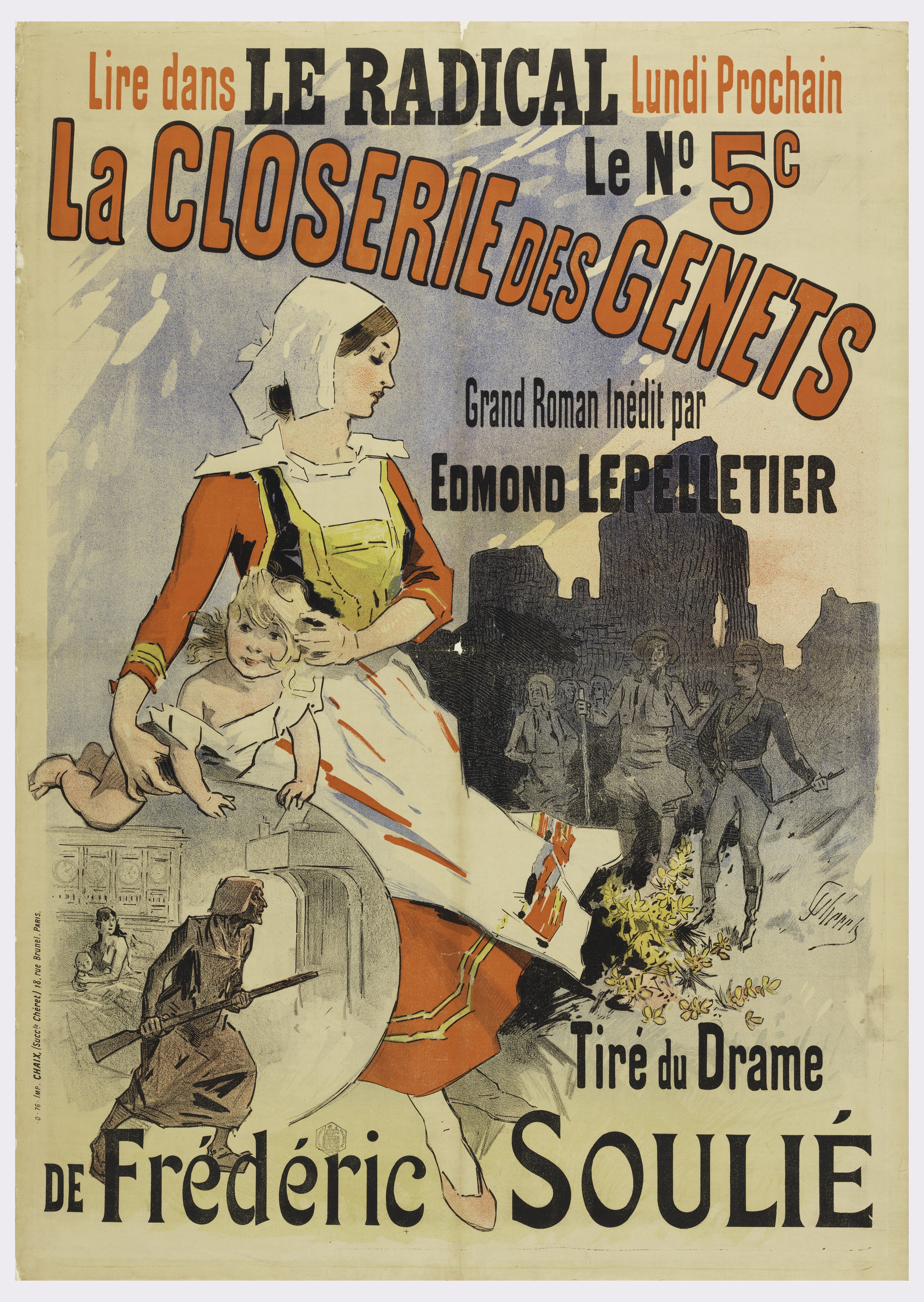
Publicité pour La Closerie des Genêts

Le père et le fils résolurent d'aller se fixer à Paris. Frédéric y publia des vers, qu'il avait composés en province, sous le titre Amours françaises, poèmes, suivis de trois chants élégiaques, sous le nom de F. Soulié de Lavelanet. Ce petit volume passa inaperçu, mais lui permit de se faire des relations dans le milieu littéraire : Casimir Delavigne lui prodigua ses encouragements et il devint l'ami d'Alexandre Dumas. Pour assurer sa subsistance, il devint directeur d'une scierie mécanique. Poussé par sa vocation littéraire, il traduisit et adapta une tragédie de Shakespeare, Roméo et Juliette, qui fut représentée à l'Odéon le 10 juin 1828 et qui eut du succès. En même temps qu'il écrivait Roméo et Juliette, Frédéric Soulié préparait une autre pièce en vers, de l'école romantique, Christine à Fontainebleau. Cette pièce, jouée à l'Odéon le 13 octobre 1829, en pleine bataille romantique, fut un échec. Découragé, il devint journaliste et écrivit des nouvelles. Cependant, le 17 juin 1830, il reparut au théâtre, pour faire représenter une simple pièce en deux actes, intitulée Une nuit du duc de Montfort. Elle obtint plus de succès et lui rapporta plus d'argent que ses deux tragédies. Un peu plus d'un mois après, éclata la révolution et Frédéric Soulié combattit au milieu des insurgés, le fusil à la main, dans les rues de Paris. Il fut décoré de la croix de Juillet. L'ordre rétabli, il reprit la plume, écrivant un peu partout, spécialement dans les petits journaux, comme La Mode et Le Voleur, avec Balzac et Eugène Sue. Au théâtre, il eut encore à subir une défaite ; une pièce en cinq actes et en prose, Nobles et bourgeois, tomba d'une façon désespérante. Pourtant, il ne se rebuta point. La Famille de Lusigny, drame en trois actes, joué au Français le 15 octobre 1831, dont le sujet était pris dans le roman de Lacretelle, Le Fils naturel, réussit assez bien.

### Les premiers succès
Encouragé par ce succès, il se mit à écrire simultanément un drame et un roman. Le drame, c'était Clotilde ; le roman, Les Deux Cadavres. Le 11 septembre 1832, eut lieu la première représentation de Clotilde au Théâtre-Français. La pièce reçut les applaudissements enthousiastes d'un nombreux public. À peu près au même moment parut le roman Les Deux Cadavres, tissu d'horreurs, de meurtres et de scènes sanglantes, mais admirablement écrit, et qui fut un grand succès. Dès ce moment, la réputation de Frédéric Soulié comme dramaturge et romancier fut parfaitement établie. En 1833, il publia un recueil de nouvelles, Le Port de Créteil, qui réussit assez bien. À cette époque, il fonda un journal, Le Napoléon, qu'il céda bientôt à Émile Marco de Saint-Hilaire. Au théâtre, deux pièces qu'il fit représenter aux boulevards, L'Homme à la blouse et Le Roi de Sicile furent ses deux derniers échecs. Durant les deux années qui suivirent, Frédéric Soulié déploya la plus féconde activité. Une pièce de théâtre, Une aventure sous Charles IX, représentée au Théâtre-Français le 21 mai 1834, fut très applaudie et beaucoup jouée. Il publia des romans et des nouvelles : Le Vicomte de Béziers, Le Magnétiseur, Le Comte de Toulouse, Le Conseiller d'État. Le 6 août 1835, il fit représenter Les Deux Reines à l'Opéra-Comique et remporta un vif succès. En 1836, parurent Un été à Meudon, Deux séjours - Province et Paris, Sathaniel, Romans historiques du Languedoc. Malgré toutes ces publications, il restait dans un état de fortune assez précaire, les auteurs étant assez peu rétribués à l'époque. Le maréchal Clauzel, son oncle, en devenant une seconde fois gouverneur-général de l'Algérie, lui réitéra une offre qu'il lui avait déjà faite en 1831 : celle d'un bon emploi dans l'administration de la colonie ; mais il refusa encore, préférant se consacrer à sa vocation littéraire. Il ne voulut pas non plus accepter la proposition que lui fit le comte Molé, alors président du Conseil (1837), d'entrer au Conseil d'État, à condition d'abandonner la carrière d'homme de lettres.

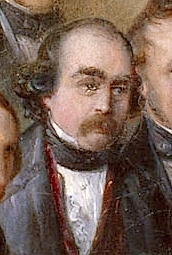
Frédéric Soulié représenté sur le tableau Andrieux faisant une lecture dans le foyer à la Comédie-Française en 1828, François-Joseph Heim, 1847.

### La renommée
Ce fut vers cette époque qu'il conçut l'idée des Mémoires du diable, œuvre gigantesque, énergiquement écrite, inspirée du Diable boiteux de Lesage. La parution commença vers le milieu de 1837 et ne s'acheva qu'en mars 1838. C'était le tableau de la société dans ce qu'elle a de plus hideux, de plus atroce. Le crime, l'inceste, l'adultère, la fausseté, toutes les mauvaises passions humaines, s'y identifiaient à des personnages dépeints sous les dehors trompeurs du bien et du bon, de l'innocence et de la pureté. Tel homme, parfaitement considéré, jouissant d'une haute réputation de probité, n'était que vices infâmes. Telle femme, qu'on citait pour sa vertu, n'était qu'hypocrisie et débauche. L'immense renommée qu'acquit à Frédéric Soulié cette publication le plaça au faîte de la gloire littéraire. Au même moment, sa tragédie de Roméo et Juliette, reprise à l'Odéon, fut accueillie par d'unanimes bravos. Durant l'année 1839, trois pièces de Frédéric Soulié furent représentées au théâtre de la Renaissance : Diane de Chivri, Le Fils de la folle, tirée de son roman Le Maître d'école, et Le Proscrit ; elles eurent de légitimes succès. Immédiatement après son immense succès des Mémoires du diable, il fit paraître L'Homme de lettres puis, en 1839, Six mois de correspondance - Diane et Louise et Le Maître d'école. Ces rapides publications ne l'empêchaient pas de donner des nouvelles dans L'Europe littéraire, La Mode, la Revue de Paris, La Chronique de Paris ; des feuilletons dans Le Journal général de France, Le Journal des Débats, La Presse, La Quotidienne, Le Messager, Le Siècle ; des articles dans des recueils tels que Paris moderne, le Musée des familles ou le Journal des enfants. Il coopéra, avec l'élite de la littérature, à plusieurs ouvrages collectifs qui parurent à cette époque (voir la liste des œuvres). Lors de la translation des cendres de l'Empereur, en 1840, il parut de lui une petite brochure, intitulée Le Tombeau de Napoléon. Frédéric Soulié aimait l'époque impériale : déjà, il avait fondé un journal, Le Napoléon, publié, en 1837, La Lanterne magique, histoire de Napoléon, racontée par deux soldats, écrit une introduction pour les Souvenirs de la vie privée de Napoléon, et maintenant il donnait des Petits Contes militaires.
De 1840 à 1847, Frédéric Soulié publia de nombreux romans, cités ci-dessous dans la liste des œuvres. À la même époque, il fit jouer au théâtre de l'Ambigu plusieurs pièces qui eurent toutes un grand nombre de représentations : L'Ouvrier, Gaëtan il Mammone, Eulalie Pontois, Les Amants de Murcie, Les Talismans (féerie), Les Étudiants et enfin, le 14 octobre 1846, La Closerie des genêts, dont le succès fut colossal. Quelque temps après ce triomphe, Frédéric Soulié fut affecté d'une maladie cardiaque et, après trois mois de souffrances, il mourut à Bièvres, dans sa maison de campagne de l'Abbaye-aux-Bois, le 23 septembre 1847. Une foule considérable assista le 27 septembre à ses obsèques en l'église Sainte-Élisabeth du Temple et à son inhumation au cimetière du Père-Lachaise où Victor Hugo prononça un discours et où Alexandre Dumas, pressé par la foule de dire quelque chose, s'effondra en sanglots.

## Œuvres
La liste des œuvres est présentée comme une bibliothèque numérique, avec des liens permettant de lire en ligne et de télécharger la quasi-totalité des œuvres de Frédéric Soulié.

### Poésie
- Amours françaises, suivies de trois chants élégiaques, poésies, 1824. Texte en ligne : Paris, Ladvocat, 1824, sur gallica.bnf

### Théâtre
- Roméo et Juliette, tragédie en cinq actes et en vers (Odéon, 10 juin 1828). Texte en ligne in Théâtre I, Paris, Souverain, 1840, sur ÖNB
- Christine à Fontainebleau, drame en trois actes, en vers (Odéon, 13 octobre 1829). Texte en ligne sur gallica.bnf, in Théâtre I, Paris, Souverain, 1840, sur ÖNB
- Une nuit du duc de Montfort, drame en un acte, en prose (Odéon, 1830)
- Nobles et bourgeois, drame en cinq actes et en prose, 1830
- La Famille de Lusigny, drame en cinq actes et en prose (Théâtre-Français, 15 octobre 1831). Texte en ligne sur archive.org, in Théâtre II, Paris, Souverain, 1840, sur ÖNB
- Clotilde, drame en cinq actes et en prose (Théâtre-Français, 11 septembre 1832). Texte en ligne in Théâtre II, Paris, Souverain, 1840, sur ÖNB
- L'Homme à la blouse, drame en cinq actes et en prose (Porte-Saint-Martin, 19 décembre 1932)
- Le Roi de Sicile, drame en cinq actes et en prose, 1833
- Une aventure sous Charles IX, drame en cinq actes et en prose (Théâtre-Français, 20 mai 1834). Texte en ligne in Théâtre II, Paris, Souverain, 1840, sur ÖNB
- Les Deux Reines, opéra-comique (Opéra-Comique, 6 août 1835). Texte en ligne sur gallica.bnf
- Diane de Chivri, drame en cinq actes et en prose (Renaissance, 9 février 1839). Texte en ligne sur archive.org, in Théâtre III, Paris, Souverain, 1845, sur ÖNB
- Le Fils de la folle, drame en cinq actes et en prose (Renaissance, 11 juillet 1839). Texte en ligne sur gallica.bnf, in Théâtre IV, Paris, Souverain, 1842, sur ÖNB
- Le Proscrit, drame en cinq actes et en prose (Renaissance, 7 novembre 1839). Texte en ligne in Théâtre IV, Paris, Souverain, 1842, sur ÖNB
- L'Ouvrier, drame en cinq actes et en prose (Ambigu-Comique, 18 janvier 1840). Texte en ligne sur gallica.bnf, in Théâtre III, Paris, Souverain, 1845, sur ÖNB
- Gaëtan il Mammone, drame en cinq actes et en prose (Ambigu-Comique, 12 novembre 1842)
- Eulalie Pontois, drame en cinq actes (Ambigu-Comique, 18 mai 1843)
- Les Amants de Murcie, drame en cinq actes et en prose (Ambigu-Comique, 9 mars 1844). Texte en ligne sur gallica.bnf
- Les Talismans, drame fantastique (féerie) en cinq actes (Ambigu-Comique, 30 janvier 1845)
- les Étudiants, drame en cinq actes et en prose (Ambigu-Comique, 24 mai 1845)
- La Closerie des genêts, drame en cinq actes et en prose (Ambigu-Comique, 14 octobre 1846). Texte en ligne sur gallica.bnf
- Hortense de Blengie, drame en trois actes et en prose (création posthume, Ambigu-Comique, 15 janvier 1848). Texte en ligne sur gallica.bnf

### Romans, nouvelles, récits et contes
- Les Deux Cadavres, roman, 1832. Texte en ligne Paris, Gosselin, 1840, sur archive.org
- Le Port de Créteil, nouvelles, 1832. Texte en ligne : Tome I (la Trappistine, la Lampe de Saint-Just, Étrennes des bons Ménages, Nuit du 28 au 29 juillet, Un Montmorency) Paris, Magen, 1843, sur gallica.bnf, tome II (Un Montmorency (suite), Mademoiselle de la Faille, Aimery Bérenger, l'Écrivain public, le Sire de Terrides, l'Espionne, Scène de 1815, l'Orage) Paris, Magen, 1843, sur gallica.bnf
- Le Magnétiseur, roman, 1834. Texte en ligne Paris, Gosselin, 1834, Volume I, sur archive.org, Paris, Gosselin, 1834, Volume II, sur archive.org
- Le Vicomte de Béziers, roman, 1834. Texte en ligne Paris, Michel Lévy, 1860, sur archive.org
- Le Comte de Toulouse, roman, 1834. Texte en ligne Paris, Michel Lévy, 1870, sur archive.org
- Le Conseiller d'État, roman, 1835. Texte en ligne Paris, Gosselin, 1841, sur archive.org
- Un été à Meudon, nouvelles, 1836. Texte en ligne Bruxelles, Meline, 1836, Volume 1 sur gallica.bnf, Bruxelles, Meline, 1836, Volume 2 sur gallica.bnf, En un seul volume : Paris, Michel Lévy, 1871, sur archive.org (la Nièce de Vaugelas, Message, la Grille du parc, Coelina, Tragédie Bourgeoise, Un nom, le Rêve de Villebois)
- Deux séjours, province et Paris, roman, 1836. Volume 1 (Province: le Château de Montfillon, Souvenirs de l'Ariège, Visite fiscale dans la Mayenne) Texte en ligne  Paris, Souverain, 1836, sur ÖNB
- Romans historiques du Languedoc : Première partie : Les Quatre Époques, roman, 1836. Texte en ligne : Volume 1 (Les Celtes, Les Gaulois) Paris, Dumont, 1837, sur archive.org, Volume 2 (Les Romains, Les Chrétiens) : Paris, Dumont, 1837, sur archive.org. Deuxième partie : Sathaniel, roman, 1836. Texte en ligne Paris, Dupont, 1837, tome I, sur gallica.bnf, Paris, Dupont, 1837, tome II, sur gallica.bnf ; les troisième et quatrième parties sont Le Comte de Toulouse et Le Vicomte de Béziers, déjà parus antérieurement.
- La Lanterne magique, histoire de Napoléon racontée par deux soldats, ouvrage pour la jeunesse, 1837. Texte en ligne Paris, Henriot, 1838, sur gallica.bnf
- Les Mémoires du Diable, roman, 1837-1838. Texte en ligne Paris, Michel Lévy, 1858, sur archive.org, Volume 1, Volume 2
- L'Homme de lettres, nouvelles, 1838. v. 1. Un malheur complet. Les Averses—v. 2. Les Deux Roses. La Your de Verdun. Misères du dimanche. Aventure du chat galant. Le Choix d'un nom—v. 3. Un projet de loi. Léon Baburrus. Une Bohémienne au XVe siècle. Les Deux Aveugles de 1525. Christine à Fontainebleau. Texte en ligne Paris, Souverain, 1838, sur ÖNB, Volume 1, 2, 3
- Six mois de correspondance - Diane et Louise, roman, 1839. Texte en ligne Paris, Librairie nouvelle, 1857, sur Oxford Libraries. Diane et Louise est le second roman contenu dans l'ouvrage, après le Maître d'école.
- Le Maître d'école, roman, 1839. Texte en ligne Bruxelles, Jamar, 1839, sur BSB
- Un rêve d'amour, roman, 1840. Texte en ligne : Paris, Dumont, 1840, sur ÖNB
- Le Tombeau de Napoléon, 1840
- Petits Contes militaires, 1840
- La Chambrière, roman, 1840. Texte en ligne : Paris, Dumont, 1840, sur ÖNB
- Confession générale, roman, 1840-1846. Texte en ligne Paris, le Constitutionnel, 1857, sur archive.org, volume 1, Volume 2
- Les Quatre Sœurs, roman, 1841. Texte en ligne Paris, Michel Lévy, 1858, sur gallica.bnf
- Physiologie du bas-bleu, roman, 1841. Texte en ligne Paris, Aubert, sur gallica.bnf
- Le Château de Walstein, roman, 1841. Texte en ligne Paris, Souverain, 1841, sur ÖNB, Volume 1, 2, 3
- Eulalie Pontois, roman, 1842. Texte en ligne Bruxelles, Jamar, 1840, sur BSB ou Paris, Michel Lévy, 1858, sur gallica.bnf
- Marguerite, roman, 1842. Texte en ligne Bruxelles, Meline, 1842, sur archive.org
- Les Prétendus, roman, 1843. Texte en ligne Paris, Michel Lévy, 1871, sur archive.org
- Le Bananier, roman, 1843. Texte en ligne Paris, Michel Lévy, 1858, sur gallica.bnf
- Maison de campagne à vendre, roman, 1843. Texte en ligne Paris, Comptoir des Imprimeurs-Unis, 1843, sur ÖNB
- Le Château des Pyrénées, roman, 1843. Texte en ligne Paris, Comptoir des Imprimeurs-Unis, 1843, sur archive.org, Volume 1, 2, 3, 4, 5
- Huit jours au château, roman, 1843-1844. Texte en ligne : En un seul volume Bruxelles, Meline, 1842, sur archive.org. Édition originale sous le titre les Mystères de province Paris, Souverain, 1843, sur ÖNG, volume 1, 2, 3, 4, 5
- Si jeunesse savait, si vieillesse pouvait, roman, 1844. Texte en ligne Paris, Michel Lévy, 1859, sur archive.org, Volume 1, 2
- Au jour le jour, roman, 1844. Texte en ligne : Bruxelles, Lebègue, 1844, sur archive.org
- Les Drames inconnus, roman en quatre parties (1846) : Études de la vie sociale ou la Maison numéro 3 de la rue de Provence Paris, Librairie Nouvelle, 1857, sur archive.org, Volume 1, Aventures d'un jeune cadet de famille Volume 2, les Amours de Victor Bonsenne Volume 3, Olivier Duhamel Volume 4, Volume 5
- La Comtesse de Monrion, roman, 1846-1847. Texte en ligne : Première partie, la Lionne : Paris, Librairie nouvelle, 1856, sur BSB. Seconde partie, Julie : Bruxelles, Meline, 1846, sur archive.org
- Les Aventures de Saturnin Fichet, roman, 1847-1848. Texte en ligne Paris, Michel Lévy, 1860, sur archive.org, Volume 1, Volume 2
- Le Comte de Foix, roman inachevé, 1852. Texte en ligne Paris, Souverain, 1852, sur gallica.bnf, volume 1, volume 2
- Le Veau d'or, roman inachevé terminé par Léo Lespès (nom de plume de Delphine de Girardin), 1853. Texte en ligne Paris, Le Siècle, 1856, sur gallica.bnf
- Contes pour les enfants, réunis en 1859 : Texte en ligne Paris, Michel Lévy, 1859, sur gallica.bnf : L'Enfant des grenadiers de la garde, Eugénie ou L'Enfant sans mère, Le Roi de Rome, Le Sapeur de dix ans, M. Perroquet, L'Auberge de Sainte-Gabelle, Le Tour de France, La Mort d'un enfant, Le Petit pêcheur, Jane Grey ou La Reine de seize ans, La Lanterne magique, Bataille d'Austerlitz, Rivalité de Murat et de Davoust, L'Arc de triomphe de l'Étoile
- Les Quatre Napolitaines, roman inachevé, 1860. Texte en ligne Paris, Michel Lévy, 1860, sur archive.org
- Contes et récits de ma grand'mère, réunis en 1866 : Texte en ligne Paris, Michel Lévy, 1866, sur gallica.bnf : Le Tour de France, Le Cocher du maréchal C., La Poupée de la fête aux Loges, L'Orpheline de Waterloo, Le Louis d'or, Louis Jacquot, Le Roi Jean, Le Conseiller au Parlement, La Mort de Duranti

### Contributions à des recueils collectifs
- Dans le recueil Paris, ou le Livre des Cent-et-un, L'Écrivain public (Tome 8, 1832), la Librairie à Paris (Tome 9, 1832). Texte en ligne : Paris, ou le Livre des Cent-et-un, tome 8, Paris, Ladvocat, 1832, sur gallica.bnf, Paris, ou le Livre des Cent-et-un, tome 9, Paris, Ladvocat, 1832, sur archive.org
- L'Écolier de Toulouse, dans le recueil Les Cent-et-une Nouvelles nouvelles des Cent-et-un (Tome I, 1833). Texte en ligne Les cent-et-une nouvelles nouvelles des Cent-et-un, tome I, 1833, Paris, Ladvocat, 1833, sur gallica.bnf
- Un ciel orageux, dans le recueil Un diamant à dix facettes (Tome II, 1838). Texte en ligne Un diamant à dix facettes, tome II, Paris, Dumont, 1838, sur gallica.bnf
- Introduction à Souvenirs de la vie privée de Napoléon, par divers personnages de l'empire, recueillis et mis en ordre par Émile Marco de Saint-Hilaire (1838).
- Le Lion amoureux, paru initialement dans le recueil Le Foyer de l'Opéra (tome 1, ca. 1840). Texte en ligne d'une réédition en 1886 avec d'autres nouvelles : Paris, Calmann-Lévy, 1886, sur archive.org. (Le Lion amoureux, La Femme d'un Russe, Les Drames invisibles, Marguerite Lambrun, L'Art de dire non, Le Bas-bleu, L'Âme méconnue, La Maîtresse de maison de santé, Le Bourgeois campagnard, L'Agent de change, Le Contrôleur des contributions directes)
- Contributions aux ouvrages collectifs Les Français peints par eux-mêmes : L'Âme méconnue (Les Français peints par eux-mêmes, tome 1, Paris, L. Curmer, 1840, sur archive.org), L'Agent de change (Tome 2), Le Bourgeois campagnard (Tome 3), Le Second Mari, La Maîtresse de maison de santé, Le Contrôleur des contributions directes (Tome 4)
- Contribution à l'ouvrage collectif Le diable à Paris (Hetzel, 1845) : Les drames invisibles
- Restaurants et gargotes et La Chambre des députés, dans le recueil La Grande ville, Nouveau tableau de Paris, comique, critique et philosophique, tome 2, Paris, Bureau central des publications nouvelles, 1843. Texte en ligne Tome 2 sur gallica.bnf
- Contributions à la Bibliothèque des feuilletons (nombreuses), au Musée littéraire du Siècle, à L'Écho des feuilletons, à la Revue des feuilletons, à L'Estafette.
- Collaboration à divers Keepsakes (L'Amulette, Beautés de Walter Scott, Comic almanack, Keepsake américain (En Poste) Texte en ligne sur archive.org, Keepsake français)

## Adaptations cinématographiques
- 1913 : La Closerie des genêts  d'Adrien Caillard
- 1925 : La Closerie des genêts  d'André Liabel

## Sources

### Pour la biographie
- Maurice Champion, Frédéric Soulié, sa vie et ses ouvrages ; orné de son portrait, et suivi des discours prononcés sur sa tombe par MM. Victor Hugo, Paul Lacroix et Antony Béraud, Paris, Moquet, 1847 (présentation en ligne, lire en ligne)
- Frédéric Soulié, Le Comte de Foix, Paris, Michel Lévy frères, 1861 (lire en ligne)

Cette édition du roman contient en tête les articles suivants :
- - Pages I à XIX : « Note sur Frédéric Soulié », par Jules Janin.
  - Pages XIX à XLII : « Autre note », par J. de Matharel.
  - Pages XLII à XLVIII : « Lettre autobiographique », par Frédéric Soulié
- Victor Hugo, Alexandre Dumas, Jules Janin, Paul Lacroix, Antony Béraud, Charles de Matharel et Charles Monselet, Notice nécrologique sur Melchior-Frédéric Soulié,..., Paris, impr. de Plon frères, 1847 (présentation en ligne, lire en ligne)
- Jules Janin, Histoire de la littérature dramatique, t. 5. Frédéric Soulié ou l'Homme de lettres, Paris, Michel Lévy frères, 1857 (présentation en ligne, lire en ligne)
- Alexandre Dumas, Mes Mémoires, troisième série, Paris, Michel Lévy frères, 1863 (présentation en ligne, lire en ligne), p. 237-249
- Jules Moiroux, Le Cimetière du Père Lachaise, Paris, S. Mercadier, 1908 (lire en ligne)

### Pour la liste des œuvres
- Georges Vicaire (préf. Maurice Tourneux), Manuel de l'amateur de livres du XIXe siècle, 1801-1893 : éditions originales, ouvrages et périodiques illustrés, romantiques, réimpressions critiques de textes anciens ou classiques, bibliothèques et collections diverses, publications des sociétés de bibliophiles de Paris et des départements, curiosités bibliographiques, etc., t. VII (SA-ZU), Paris, A. Rouquette, 1910 (présentation en ligne, lire en ligne), p. 193-329
- Joseph-Marie Quérard, Charles Louandre et Félix Bourquelot, La Littérature française contemporaine... : XIXe siècle, t. sixième (PFE-ZUR), Paris, Daguin frères, 1857 (présentation en ligne, lire en ligne), p. 397-